# Menneskeloppe
Menneskeloppen (Pulex irritans) er en type lopper, der findes på mennesker. Den er sjælden i Danmark, men almindelig i Sydeuropa.
| bille | Spire Denne artikel om insekter er en spire som bør udbygges. Du er velkommen til at hjælpe Wikipedia ved at udvide den. |